# Asamblea Legislativa de Paraná
La Asamblea Legislativa de Paraná (ALEP) es el órgano representativo del Poder Legislativo a través de los 54 diputados estatales del Estado de Paraná (Brasil). Las instalaciones de la asamblea están ubicadas en el barrio Centro Cívico, en la capital Curitiba, frente al Palacio de Iguazú, en la Plaza Nossa Senhora da Salete.

## Historia
La asamblea fue instalada el 12 de julio de 1854 como Asamblea Provincial de la entonces Provincia de Paraná, creada el 19 de diciembre de 1853 por el Emperador D. Pedro II. El primer presidente de la asamblea fue el Coronel Joaquim José Pinto Bandeira.

## Asignaciones
La principal competencia de la Asamblea es dictar, suspender, interpretar y derogar las leyes de competencia del Estado. Además, supervisa y controla los actos del Poder Ejecutivo, y le corresponde la organización administrativa de sus propios servicios. Las leyes que aprueba son sancionadas o vetadas por el Gobernador. Se ocupa de las cuestiones relativas a su organización interna y ejerce competencia judicial cuando participa en el juicio del Gobernador y Secretarios de Estado, en delitos de responsabilidad.

## Estructura
La Junta Ejecutiva está compuesta por la presidencia, tres vicepresidencias y cinco secretarios.
El actual presidente es el diputado Ademar Traiano (PSDB).

## Escándalos
Durante el primer semestre de 2010 se produjeron numerosos escándalos políticos sobre peculado y nepotismo por parte de 49 de los 54 diputados, lo que hizo que la Asamblea fuera considerada la más corrupta del país. El presidente de la Asamblea, Nelson Justus, fue acusado de enriquecimiento ilícito y contratación de empleados fantasmas. Sin embargo, incluso después de varias manifestaciones de la población, la situación se mantuvo igual.